# 科克倫區
科克倫區（英語：Cochrane District）是加拿大安大略省北部一個分區，南鄰蒂米斯卡明區和薩德伯里區，西南臨阿爾戈馬區，西及雷灣區，西北接肯諾拉區，北面瀕臨詹姆斯灣，東面則與魁北克省北魁北克地區和阿比蒂比-蒂米斯坎明格地區為鄰。科克倫區於1921年脫離蒂米斯卡明區和雷灣區而成，行政中心設於科克倫鎮。
據2011年人口普查所示，科克倫區有81122名居民。科克倫區的面積為141,270.41平方（54,544.81平方英里），是安省繼肯諾拉區後面積第二大的行政區劃。科克倫區基本上沒有任何地方行政功能，區內的服務主要由建制城鎮政府、地區服務局或直接由省政府提供。

## 轄區
- 蒂明斯市（City of Timmins）
- 科克倫鎮（Town of Cochrane）
- 赫斯特鎮（Town of Hearst）
- 易洛魁瀑布鎮（Town of Iroquois Falls）
- 卡普斯卡辛鎮（Town of Kapuskasing）
- 穆森尼鎮（Town of Moosonee）
- 滑石瀑布鎮（Town of Smooth Rock Falls）
- 黑河-麥地臣鄉（Township of Black River-Matheson）
- 佛其爾-斯特里克蘭鄉（Township of Fauquier-Strickland）
- 馬提斯-瓦爾科提鄉（Township of Mattice-Val Côté）
- 月光鄉（Township of Moonbeam）
- 奧帕薩提卡鄉（Township of Opasatika）
- 瓦爾麗塔-哈提鄉（Township of Val Rita-Harty）

區内餘下的非建制地區則分為北部分（North Part）、西南部分（South West Part）和東南部分（South East Part）。

## 外部連結
- 维基共享资源上的相關多媒體資源：科克倫區